# Кунигунда фон Монфор-Тетнанг
Кунигунда фон Монфор-Тетнанг (на немски: Kunigunde von Montfort-Tettnang; † сл. 1463) е графиня от Монфор-Тетнанг и чрез женитба графиня на Валдбург и имперска графиня на Зоненберг.

## Биография
Тя е дъщеря на граф Вилхелм IV фон Монфор-Тетнанг († ок. 1439) и съпругата му графиня Кунигунда фон Верденберг-Хайлигенберг-Блуденц († 1443), дъщеря на граф Албрехт III фон Верденберг-Хайлигенберг-Блуденц († 1420) и Урсула фон Шаунберг († 1412).
Кунигунда се омъжва на 21 декември 1432 г. за трушсес граф Еберхард I фон Валдбург-Зоненберг (* 1424; † 22 септември 1479), син на граф, трушсес и рицар Йохан II фон Валдбург († 1424) и четвъртата му съпруга Урсула фон Абенсберг († 1422). Те основават линията Зоненберг, която изчезва през 1511 г.
Император Фридрих III издига на 11 август 1463 г. господството Зоненберг на графство и фамилията на Еберхард I и неговите наследници на управляващи имперски графове на Зоненберг.

## Деца
Кунигунда и граф Еберхард I имат 9 деца:
- Еберхард II († 1483), от 1479 г. 2. имперски граф на Зоненберг, женен на 14 януари 1481 г. за графиня Анна фон Фюрстенберг (1467 – 1522)
- Йохан (1470 – 1510), от 1483 г. 3. имперски граф на Зоненберг и Волфег, женен ок. май 1488 г. за графиня Йохана фон Дом Салм († 1510)
- Андреас († 1511, убит от граф Феликс фон Верденберг), от 1510 г. 4. имперски граф на Фридберг и Шеер (1472), женен ок. 20 март 1492 г. в Линц за Мария Маргарета фон Щархемберг (1469 – 1522)
- Ото († 1491), като Ото IV епископ на Констанц (1474/1481 – 1491)
- Барбара (fl 1463 – 1514), омъжена 1463 г. за граф Йорг (Георг) фон Верденберг-Сарганс-Монфор († 1474/1504)
- Кунигунда (fl 1472 – 1485), омъжена на 21 октомври 1465 г. за граф Якоб I фон Мьорс-Саарверден († 1483)
- Хелена, омъжена на 28 април 1472 г. за фрайхер Каспар фон Мьорсперг-Бефорт († 1511)
- Магдалена, прьопстин в Унлинген (1494)
- Вероника († 1517), омъжена I. на 26 януари 1478 г. в Йотинген за граф Лудвиг XIII фон Йотинген-Валерщайн († 1486), II. на 25 юни 1488 г. за граф Хуго XVII фон Монфор-Брегенц († 1536)

## Галерия
- Герб на Валдбург (1450 – 1480)
- Герб на Зоненберг